# Herrenwiesermühle
Herrenwiesermühle ist ein Ortsteil von Niederwennerscheid in der Gemeinde Neunkirchen-Seelscheid im Rhein-Sieg-Kreis.

## Lage
Die Herrenwiesermühle liegt am Wendbach im Bergischen Land zwischen Niederwennerscheid und Höfferhof.

## Geschichte
Die Mühle gehörte zur Gemeinde Neunkirchen.
Bei der ersten Zählung 1888 gab es in der Wassermühle vier Bewohner.
1901 hatte die Mühle vier Einwohner, Müller war Wilhelm Heuscheid. 1910 wurde sie nicht mehr gesondert erwähnt.